# Венингер, Леопольд
Леопольд Венингер, нем. Leopold Weninger, музыкальный псевдоним Лео Минор, (13 октября 1879, Файстриц-ам-Вексель — 28 февраля, 1940, Наунхоф) — немецко-австрийский композитор, дирижёр и аранжировщик. Наиболее известен своей аранжировкой «Марша Радецкого», в которой его исполняют на ежегодном Новогоднем концерте Венской филармонии, а также многочисленными маршами и песнями, прославляющими нацистский режим.

## Биография

### Молодость
Сын старшего учителя, посещал гимназию в Венском Нойштадте. С 1896 по 1899 гг. учился в Консерватории Общества друзей музыки в Вене, где изучал композицию и фортепиано, в частности, у Роберта Фукса. Затем в 1899—1901 продолжил обучение в Бад-Киссингене, а с 1909 по 1912 гг. в Дрездене и Лейпциге. С 1902 по 1909 г. работал театральным капельмейстером в Бауцене, Гёрлицком театре, Лигнице и Эрфуртском театре. С 1914 г. работал консультантом и обработчиком музыкальных произведений в многочисленных музыкальных издательствах (например, Anton J. Benjamin в Гамбурге и Лейпциге), а также аранжировщиком для салонных оркестров.

### Сотрудничество с нацистами
С 1 февраля 1932 г. — член нацистской партии (билет № 906.408). После прихода нацистов к власти работал в Лейпциге в окружном управлении культуры и в местной ячейке «Союза борьбы за немецкую культуру» (нем. Kampfbund für deutsche Kultur). Совместно с Фрицем Мюллер-Криппеном организовал серию «Пёстрых вечеров камерной музыки».
Сочинял различные произведения в духе нацистской конъюнктуры; в частности, известны его песня 1933 г. «Молодая Германия. Марш-попурри для большого оркестра» (Jung-Deutschland. Marsch-Potpourri für großes Orchester), мелодрама с фортепианным сопровождением «Выше знамя. Мелодрама из тяжёлых судьбоносных для Германии времён» (Die Fahne hoch. Im hochroten Osten der Residenz. Ein Melodram aus der schweren Zeit der deutschen Schicksalswende) на текст Х. Марцеллуса, аранжировка «Песни Хорста Весселя» для фортепиано и голоса, а также для скрипки и мандолины, а также сборник «Зиг хайль! 43 маршевых и боевых песни СА». В следующем, 1934 г. он выпустил «Марш штурмфюрера» и торжественную песню для органа «Господь, пребудь с нашим фюрером» (Gott sei mit unserem Führer)) на текст Л. фон Шенкендорфа. В 1938 аранжировал для аккордеона многочисленные марши штурмовиков.
Как музыкальный критик, в публикации 1935 г. в «Вестнике национал-социалистической культурной общины» (Mitteilungsblatt der NS-Kulturgemeinde) он приветствовал назначение Отто Эмиля Шумана (de:Otto Emil Schumann) на должность руководителя оперы следующими словами: «[…] Основное преимущество оперного либретто состоит в его ясном, понятном каждому соотечественнику тексте […]», высказав при этом выпад в адрес евреев-композиторов: «[…] Если таких (композиторов), как Мейербер, Оффенбах, Шёнберг, Корнгольд, Кшенек, вообще записывали, то лишь для той цели, чтобы разъяснить всем и каждому, почему в настоящее время эти произведения следует отвергнуть, и подкрепить это убедительной логикой. […]»

### Разное
Является автором венгерского «Солдатского марша» (венг. Honvéd induló).
Венингер опубликовал многие из своих сочинений под псевдонимом Лео Минор.. С 1937 г. жил в Наунхофе, где и умер. Его сыном был кинопродюсер Манфред Отто Венингер.
Наиболее известным его произведением является не самостоятельное сочинение, а оригинальная аранжировка Марша Радецкого, которая исполняется на закрытии Новогоднего концерта Венской филармонии.

## Произведения
- Музыка к театральной постановке Ф. Грильпарцера «Die Ahnfrau» 1907
- Orchesterstück 1915
- Весна в Венском лесу, вальс
- Воспоминания об «Аиде» Верди, фантазия, 1932
- Пастораль для скрипки и органа, 1932
- Pifferari (Die Querpfeifer), Intermezzo caratteristico 1937
- Рококо-серенада для скрипки и фортепиано
- Оперетта «Барменша»

## Литературные сочинения
- Leopold Weninger: Der «Bearbeiter» im Wandel der Zeiten, in: Das goldene Buch des Kapellmeisters, Düsseldorf 1931, S. 23-24.
- Leopold Weninger: Rückblicke: persönliche Aufzeichnungen des bekannten deutschen Arrangeurs u. Komponisten, Leipzig 1940.

## Документы
- автографы Л. Венингера находятся в фонде музыкального издательства A. J. Benjamin/Hans C. Sikorski KG в Саксонском государственном архиве г. Лейпциг.